# Søndag i parken
Søndag i parken er en animationsfilm fra 2000 instrueret af Teis Dyekjær efter eget manuskript.

## Handling
Det er søndag formiddag i parken. Solen skinner, børnene leger, duerne kurrer, og en mand med stråhat sætter sig ved et lille bord og bestiller en kop kaffe. Alt er som vi ønsker at se verden: i orden og i perspektiv. Men forholder det sig nu også sådan? Ånder verden fred og ingen fare? I hvert fald ikke denne søndag i parken, da tegneren beslutter sig at tilsidesætte perspektivet og benytte sig af en anden logik end den gængse.